# Мейер, Пётр Петрович
Пётр Петро́вич Ме́йер (1860—1925) — генерал-лейтенант, варшавский обер-полицмейстер в 1905—1916 гг., Ростовский-на-Дону градоначальник в 1916—1917 гг.

## Биография
Родился 10 октября 1860 года[по какому календарю?]. Происходил из дворян Санкт-Петербургской губернии.
Окончил Петербургскую военную гимназию (1878) и 1-е военное Павловское училище (1880), откуда был выпущен прапорщиком в Санкт-Петербургский гренадерский полк.
Чины: подпоручик (за отличие, 1884), поручик (1888), штабс-капитан гвардии (1893), капитан армии (за отличие, 1898), подполковник (за отличие, 1900), полковник (за отличие, 1903), генерал-майор (за отличие, 1909).
15 марта 1898 года был назначен и.д. штаб-офицера при Варшавском губернаторе, а 14 января 1901 — штаб-офицером при канцелярии помощника Варшавского генерал-губернатора. С 10 декабря 1902 года состоял Виленским полицмейстером, а 9 мая 1905 был назначен Варшавским обер-полицмейстером.
15 августа 1916 года занял пост Ростовского-на-Дону градоначальника. После Февральской революции, 1 мая 1917 года был уволен от службы по болезни с производством в генерал-лейтенанты.
Во время Гражданской войны был Севастопольским градоначальником (1920).
Эмигрировал в Югославию. Умер 4 декабря 1925 года в Белграде. Похоронен на Новом кладбище.

## Награды
- Орден Святого Станислава 3-й ст. (1890);
- Орден Святой Анны 3-й ст. (1896);
- Орден Святого Владимира 3-й ст. (1912);
- Орден Святого Станислава 1-й ст. (1914).

Иностранные:
- прусский орден Короны 4-й ст. (1887);
- прусский орден Короны 3-й ст. (1897).